# ورم برينر
ورم برينر (بالإنجليزية: Brenner tumour)‏ هو نوع غير شائع من أنواع سرطان المبيض التي تشمل النسيج الطلائي والضام، في الغالب يكون حميداً، لكنه قد يكون خبيثاً. وغالباً ما يُكتشف صدفةً أثناء فحص الحوض أو إجراء استكشاف بطني، ونادراً ما يحدث في مناطق أخرى من الجسم كالخصية.

## مواصفاته
بالفحص الباثولوجي العياني يظهر ككتلة صلبة حادة الحواف صفراء شاحبة، في 90% من الحالات يكون أحادي الجهة، ويتنوع حجمه من أقل من 1سم (0.39 إنش) إلى 30 سم (12 إنش)، ونادراً ما يكون ورم حدياً أو خبيثاً.

## التشخيص
طبقاً لعلم الأنسجة، يتكون الورم من أعشاش خلوية من خلايا انتقالية نواتها بها شقوق طولية (كبذرة القهوة)، وبين الأعشاش توجد أنسجة ضامة ليفية.

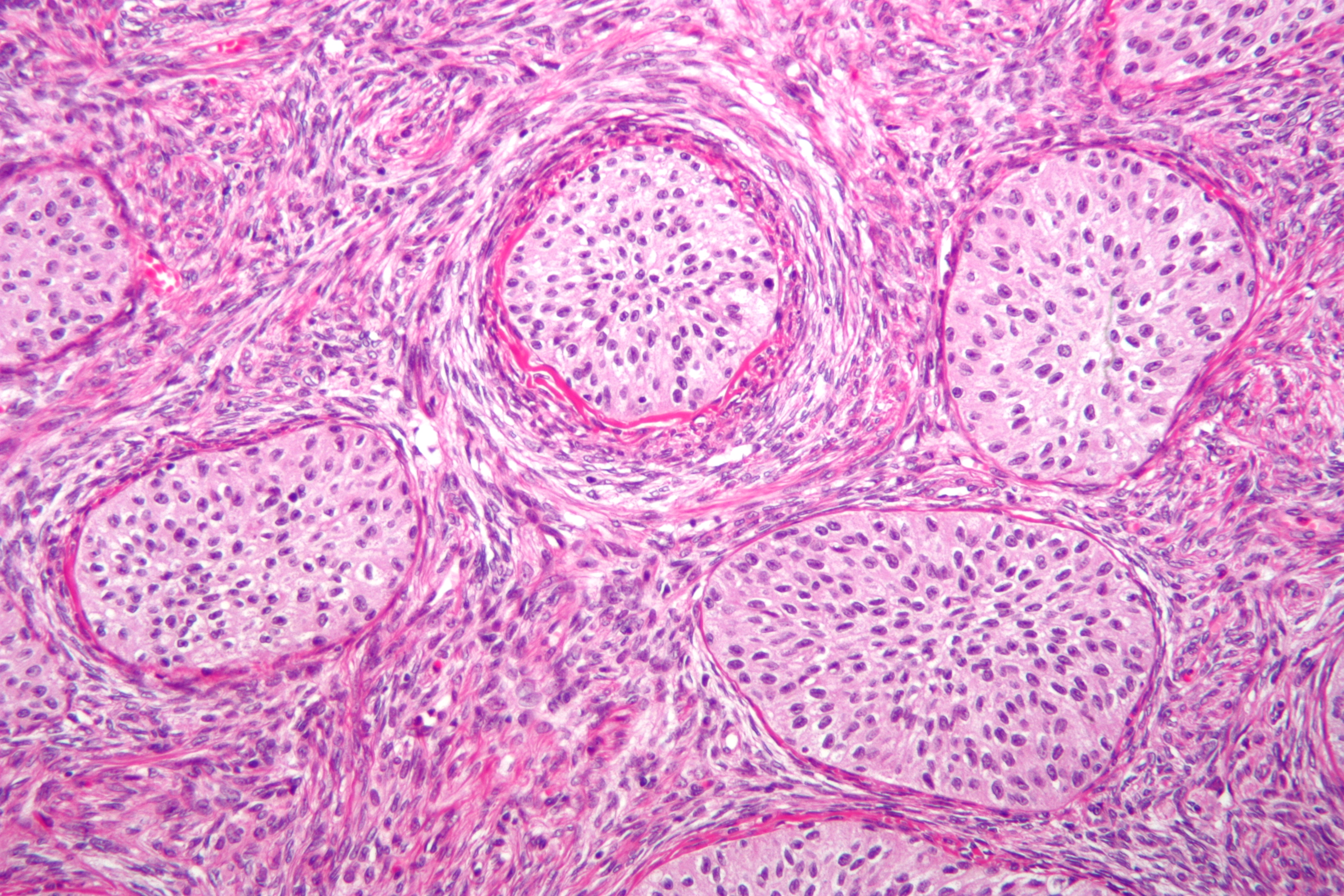
ورم برينر بصبغة الهيماتوكسيلين والأيوزين
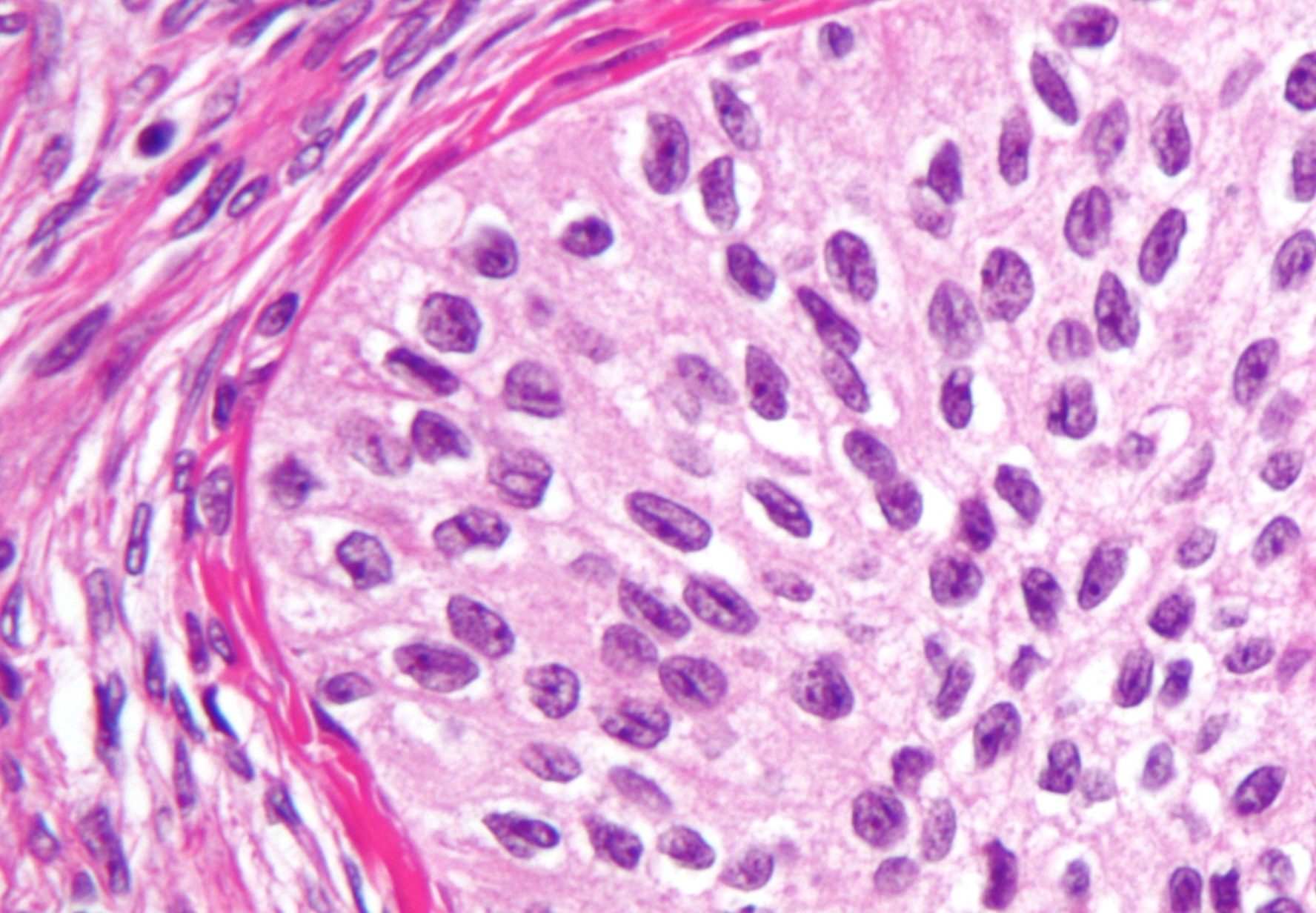
صورة لورم برينر توضح نواة بذرة القهوة بصبغة الهيماتوكسيلين والأيوزين
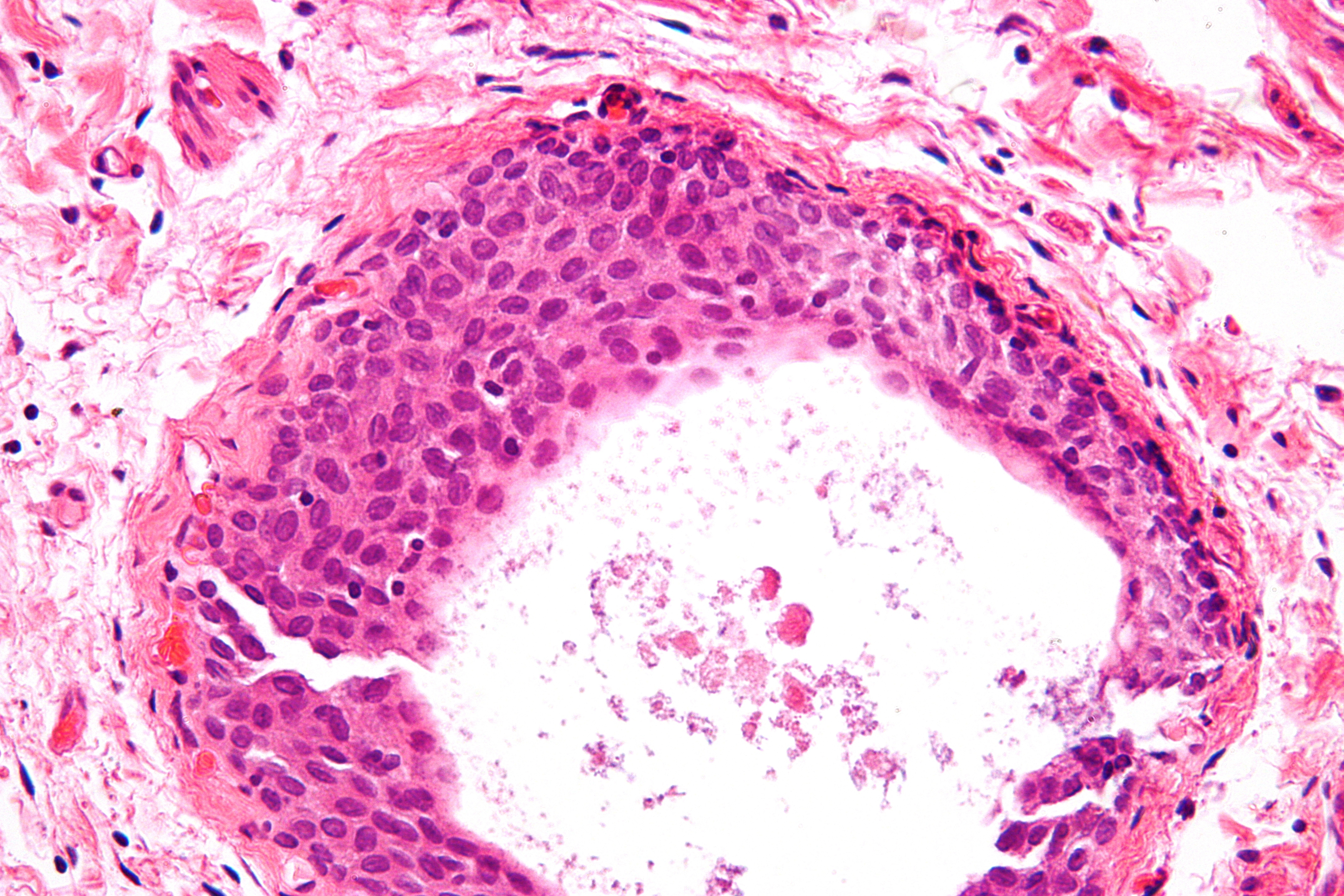
عش والثارد الخلوي الذي يُعتقد أنه مصدر نشوء ورم برينر بصبغة الهيماتوكسيلين والأيوزين

## حالات شبيهة
سرطان الخلايا الانتقالية وهو نادر، تظهر خلايا انتقالية تشبه خلايا المثانة في المبيض، بنمط مختلف بالطبع عن نمط الأعشاش الخلوية لورم برينر الواقعة في نسيج ضام ليفي.

## التسمية
أطلق فريتز برينر الاسم عام 1907، واستخدم الاسم لأول مرة بواسطة روبرت ماير في 1932.